# Ng'ongwe
Ng'ongwe è un ward dello Zambia, parte della Provincia Orientale e del Distretto di Chipata.